# Colin Rösler
Colin Rösler (Berlín, 22 de abril de 2000) es un futbolista alemán, nacionalizado noruego, que juega en la demarcación de defensa para el Malmö FF de la Allsvenskan.

## Selección nacional
Tras jugar en las categorías inferiores de la selección, finalmente hizo su debut con la selección de fútbol de Noruega en un partido de la Liga de Naciones de la UEFA 2024-25 contra Kazajistán que finalizó con un resultado de 5-0 para el combinado noruego tras los goles de Alexander Sørloth, Antonio Nusa y un hat trick de Erling Haaland.

## Clubes
| Club          | País         | Año       | Partidos | Goles |
| ------------- | ------------ | --------- | -------- | ----- |
| NAC Breda     | Países Bajos | 2019-2021 | 48       | 1     |
| Lillestrøm SK | Noruega      | 2022-2023 | 19       | 1     |
| Mjällby AIF   | Suecia       | 2023-2024 | 55       | 2     |
| Malmö FF      | Suecia       | 2024-     | 26       | 0     |

## Palmarés

### Títulos nacionales
| Título      | Club     | País   | Año  |
| ----------- | -------- | ------ | ---- |
| Allsvenskan | Malmö FF | Suecia | 2024 |